# 東京ディズニーシーのグリーティングの一覧
東京ディズニーシーのグリーティングの一覧（とうきょうディズニーシーのグリーティングのいちらん）は東京ディズニーシー内に存在する、グリーティング施設とグリーティングの行われている場所の一覧である。
『グリーティング（Greeting）』とは日本語であいさつという意味。ディズニーの仲間たちがゲストと触れ合うために現れる施設の一覧と考えてもらえばよい。
キャラクターダイニングを除き、カメラマンによる有料写真のサービスも行われているが拒否することも可能。また、自身のカメラで撮影を依頼するのも無料で出来る。もちろん、撮影せずにキャラクターとただ触れ合うだけも出来る。
メディアやガイド本等ではアトラクションとして扱われているが、東京ディズニーシーのガイドマップではアトラクションとは別にディズニーキャラクターグリーティングとして記載されており、当然ディズニー・ファストパスやシングルライダーの導入は行っていない。ただし、公式サイトではアトラクション一覧の中に含まれている。
よくパーク内のアトラクションがシステム調整などで急遽運営が出来なくなってしまった際によく配布される『優先入場整理券』は全施設において使用が出来ない。

## 実施時間が公表されているグリーティング施設・場所
グリーティングの実施時間は公式ホームページに掲載されている。毎月8日に翌月のスケジュールが公開される。

### エントランス

#### ディズニーシー･プラザ整列グリーティング
ディズニーシー･プラザのヴァレンティーナズ・スウィート側ロッカー付近の花壇で行われている整列グリーティング。出演時間は日によって異なり原則日中まで。事前にホームページ、当施設のキャストなどで確認することができる。カメラマンによる有料写真の撮影サービスあり。
会えるキャラクター
ミッキーやその仲間たち

### アメリカンウォーターフロント

#### ウォーターフロントパーク整列グリーティング
ウォーターフロントパークで行われている整列グリーティング。出演時間は日によって異なり原則日中まで。事前にホームページ、当施設のキャストなどで確認することができる。カメラマンによる有料写真の撮影サービスあり。
会えるキャラクター
シェリーメイ（2019年6月2日をもってシェリーメイの出演は終了）

#### ヴィレッジ・グリーティングプレイス
2011年7月8日にオープン。東京ディズニーシーでは4つめの常設グリーティング施設。設置場所は、アメリカンウォーターフロントのケープコッドエリア、トランジットスチーマーライン船着場内。カメラマンによる有料写真の撮影サービスあり。
グリーティングキャラクターは、オープンから2019年6月2日まではダッフィー、同年6月3日からシェリーメイ。
この施設ができる前はダッフィーのグリーティングはケープコッド・クックオフ隣やタワー・オブ・テラー前にあるウォーターフロントパークで行われていた。
シェリーメイのグリーティング実施場所は原則ウォーターフロントパークであったが、スペシャルイベントのショーが実施される場合はヴィレッジ・グリーティングプレイスにてシェリーメイのグリーティングを行っていた。
実施時間は基本的にパーク開園から閉園1時間前もしくは閉園まで。事前にホームページ、当施設のキャストなどで確認することができる。

### ポートディスカバリー

#### キャラクターダイニング ホライズンベイ・レストラン
ホライズンベイ・レストランでは食事をしながらキャラクターと写真を撮ることができるキャラクターダイニングを実施している。
2019年7月8日をもってキャラクターダイニングは終了。
会えるキャラクター
ミッキーマウス、ミニーマウス、プルート

### ロストリバーデルタ

#### “サルードス・アミーゴス!”グリーティングドック
2010年5月1日にオープンした、東京ディズニーシーでは2つめの常設グリーティング施設。ロストリバーデルタのディズニーシー・トランジットスチーマーライン乗り場の真向かいに位置する。カメラマンによる有料写真の撮影サービスあり。
オープン以来グリーティングキャラクターはミッキーマウスであったが、2011年4月28日に「ミッキー&フレンズ・グリーティングトレイル」のオープンに伴いドナルド・ダックに、さらに2019年6月3日からはダッフィーに変更された。
実施時間は、以前はパーク開園1時間後からであったが、2015年4月より開園15分後から閉園45分前もしくは閉園までとなった（実施時間は日によって変わる場合もある）。事前にホームページ、当施設のキャストなどで確認することができる。

#### ミッキー&フレンズ・グリーティングトレイル
東京ディズニーシー開園10周年を記念してスタートする「Be Magical!」に合わせ、2011年4月28日にオープンした。東京ディズニーシーでは3つめの常設グリーティング施設。ロストリバーデルタのインディ・ジョーンズ・アドベンチャー：クリスタルスカルの魔宮に隣接するジャングル内に位置する。カメラマンによる有料写真の撮影サービスあり。
グリーティングキャラクターは2019年5月31日までミッキーマウス・ミニーマウス・グーフィー、6月1日からはミッキーマウス・ミニーマウス・ドナルドダック。
設定は古代文明の遺跡や植物・昆虫などを研究と調査をしているキャラクターたちが休憩の合間に訪れるゲストと触れ合ったり、記念撮影を行うことが出来る。この施設は各キャラクターがテーマの異なる3つの建屋に分かれているが、複数のキャラクターがグリーティング施設に登場するのは東京ディズニーリゾート初となる。
また、施設内はただ単にキャラクターに会うだけではなく、建屋へ行くまでの途中に冒険家や探検家の気分になれる体験も出来る。
ウォルト・ディズニー・ワールド・リゾートのディズニー・アニマル・キングダム内にも「グリーティング・トレイル」と呼ばれる施設があり、本施設はこの施設をもとに導入されたと思われる。こちらではサファリルックのキャラクター達に会え、上記の3キャラクターの他にドナルド・ダックに会う事ができる。
実施時間はパーク開園15分後から閉園45分前もしくは閉園まで（実施時間は日によって変わる場合がある）。事前にホームページ、当施設のキャストなどで確認することができる。
この施設の開設に伴い、近隣の「“サルードス・アミーゴス!”グリーティングドック」は、グリーティングキャラクターがドナルド・ダックに変更された。

### アラビアンコースト

#### アラビアンコースト整列グリーティング
シンドバッド・ストーリーブック・ヴォヤッジ前とサルタンズ・オアシス前で行われている整列グリーティング。実施時間はHPなどで公表されているが、日によって異なり原則午後。カメラマンによる有料写真の撮影サービスあり。
会えるキャラクター
デイジーダックやその仲間たち、リロ・アンド・スティッチに登場するキャラクターなど。

## 各テーマポートのグリーティング
以下は時間が公表されていないグリーティングである。
ディズニーシー･プラザ
- ミッキーマウス、ミニーマウス、ドナルドダック、デイジーダック、グーフィー、チップとデール、プルート、クラリス、おしゃれキャットのマリー。

上記のようにミッキー、ミニーは整列グリーティングを行っていることも多い。
メディテレーニアンハーバー
ポルト・パラディーゾ
- グーフィー、ピノキオに登場するキャラクターなど。

エクスプローラーズ・ランディング
- パイレーツ・オブ・カリビアンのジャック・スパロウ。

アメリカンウォーターフロント
ニューヨーク
- ミッキーマウス、ミニーマウス、ドナルドダック、デイジーダック、チップとデール、プルート、クラリス、スクルージ・マクダック、マリー、ビアンカの大冒険に登場するビアンカとバーナード、クルエラ・ド・ヴィルなど。

ケープコッド
- プルート、バンビに登場するサンパーやミスバニーなど。

トイビル・トロリーパーク
- トイ・ストーリーシリーズに登場するウッディ、ジェシー、グリーン・アーミー・メン。トイ・ストーリー・マニア!が運休している時に実施。

ポートディズカバリー
- チップとデール、グーフィー、マックス、Mr.インクレディブル夫妻など。

ロストリバーデルタ
- チップとデール、マックス、ホセ・キャリオカ、パンチート、インディ・ジョーンズなど。

アラビアンコースト
- アラジンに登場するアラジン、ジャスミン、ジーニー、アブー、ジャファー。

マーメイドラグーン
- ドナルドダック、デイジーダック、グーフィー、プルート、リトル・マーメイドに登場するエリック王子とマックス (リトル・マーメイド)など。

ミステリアスアイランド
- 基本的に行われていないが、東京ディズニーシー10thアニバーサリーの時にグーフィーが登場している。